# Коновалюк Федір Зотикович
Фе́дір Зо́тикович Коновалю́к (* 3 березня 1897, с. Калівка, Подільська губернія, Російська імперія — †1984, Київ, Українська РСР, СРСР) — український живописець.

## Життєпис
Народився в селі Калівка Вінницької області. (нині село Ягідне)
Вчився в 1903–1909 в Лаврській іконописній майстерні, 1911–1915 — в Київському художньому училищі (у Володимира Менка, Олександра Мурашка), 1915–1917 — Петербурзькою АМ (у Володимира Маковського), в 1925–1927 — в КХІ (у Федора Кричевського).
У 1900–1910 брав участь в розписах церков Києва і Катеринослава (тепер Дніпро). Тривалий час працював разом з Іваном Їжакевичем.
У своїй творчості розвивав традиції українських художників кінця XIX — початку XX століть.
Жив і працював у Києві.

## Творчість
На початку ХХ століття Коновалюк разом з Їжакевичем малює ікони та іконописи. Протягом кількох десятиліть плідною співпрацею двох майстрів були створені численні ілюстрації до творів видатних українських письменників. Проте, як зазначає Ігор Шаров, Федір Коновалюк залишається неперевершеним майстром пейзажів. Серед безлічі інших творів вони вирізняються своєю неповторною особливістю. Його пейзажі — це краєвиди конкретної упізнаваної місцевості, пори року і навіть конкретної днини. Він не вишукує якихось особливо привабливих або надзвичайно мальовничих краєвидів. Для Коновалюка краса існує поруч, у будь-якому куточку природи. 
Майстер завжди відчував потяг до життя українського села. До старих мазанок, вкритих соломою хат, огорожених тинами. Його роботи є глибоко національними з усіх точок зору – за духом, змістом, мистецькими засобами. Його мистецтво було занадто національним, занадто відверто його картини славили Україну, її народ, що аж ніяк не узгоджувалося з ідеологічними вимогами радянських часів, не збігалося з офіційною лінією розвитку мистецтва соціалістичного реалізму. Федір Коновалюк часто казав дружині: «Мої картини — то наші діти». Діти повинні пережити своїх батьків, принести їм славу, увічнити їхні імена. 